# 22 (број)
22 је број, нумерал и име глифа који представља тај број. 22 је природан број који се јавља после броја 21, а претходи броју 23.

## У математици
- Је сложен број који се факторише на просте чиниоце као 2 * 11 = 22

## У науци
- Је атомски број титанијума

## У спорту
- Је укупан број играча оба тима у фудбалу, који се у једном моменту налазе на терену. Додатно на клупи се налазе играчи за измене
- Је био број на дресу Клајда Дрекслера док је играо за Портланд и Хјустон
- Је број на дресу Чарлса Џенкинса у Црвеној звезди[1]
- Је број на дресу Саше Илића у Партизану

## Остало
- Је број француског департмана Обале Армора